# Vấn Thượng
Vấn Thượng (tiếng Trung: 汶上县, Hán Việt: Vấn Thượng huyện) là một huyện thuộc địa cấp thị Tế Ninh (济宁市), tỉnh Sơn Đông, Trung Quốc. Huyện này có diện tích 877 km2, dân số năm 2001 là 730.000 người. Huyện Vấn Thượng quản lý các đơn vị hành chính gồm 8 trấn, 6 hương.